# Umbral convulsivo
El umbral convulsivo es el balance entre factores inhibitorios y excitatorios del cerebro humano  que determina la susceptibilidad de una persona a sufrir una convulsión. Las personas con diagnóstico de epilepsia o algunas otras enfermedades neurológicas son vulnerables a desarrollar nuevos episodios convulsivos si el umbral se altera, por lo que deben ser particularmente cuidadosas y obedientes con sus tratamientos, especialmente si usan anticonvulsivantes. Drogas como los antidepresivos, los antagonistas nicotínicos (e.g. bupropión), los analgésicos opioides (e.g. tramadol), y  antihistamínicos, pueden disminuir el umbral convulsivo. También otros factores como fatiga, desnutrición, deprivación de sueño o descanso, hipertensión arterial, stress, diabetes, la presencia de flashes o luces estroboscópicas, movimiento rápido o vuelo, disbalances de la glicemia, ansiedad,  etc